# Elymnias leucostigmata
Elymnias leucostigmata är en fjärilsart som beskrevs av Hans Fruhstorfer 1907. Elymnias leucostigmata ingår i släktet Elymnias och familjen praktfjärilar. Inga underarter finns listade i Catalogue of Life.